# 萧大春
蕭大春（530年—551年），字仁经，梁簡文帝蕭綱第六子，母为左夫人。博涉书记，善吹笙。天性孝谨，体貌瑰伟，腰带十围。
大同六年（540年），封西丰县公，食邑一千五百户。拜中书侍郎，后出任宁远将军，知石头戍军事。
太清二年（548年），侯景围攻建康。蕭大春弃石头城奔赴京口，随邵陵王萧綸入援，与侯景的军队战于钟山，战败后因体胖无法逃走而被俘。太清三年（549年），京城沦陷，梁武帝被困餓死，侯景立太子蕭綱为帝。六月壬辰（7月18日），进封安陆郡王，食邑二千户。七月，出任吴州刺史。大宝元年（550年）二月，改任使持节、云麾将军、东扬州刺史。
大宝二年（551年）八月，侯景废蕭綱为晋安王，遣人前往会稽杀死蕭大春，时年二十二岁。